# Ornebius pullus
Ornebius pullus är en insektsart som beskrevs av Sigfrid Ingrisch 2006. Ornebius pullus ingår i släktet Ornebius och familjen Mogoplistidae. Inga underarter finns listade i Catalogue of Life.